# Angela Davis

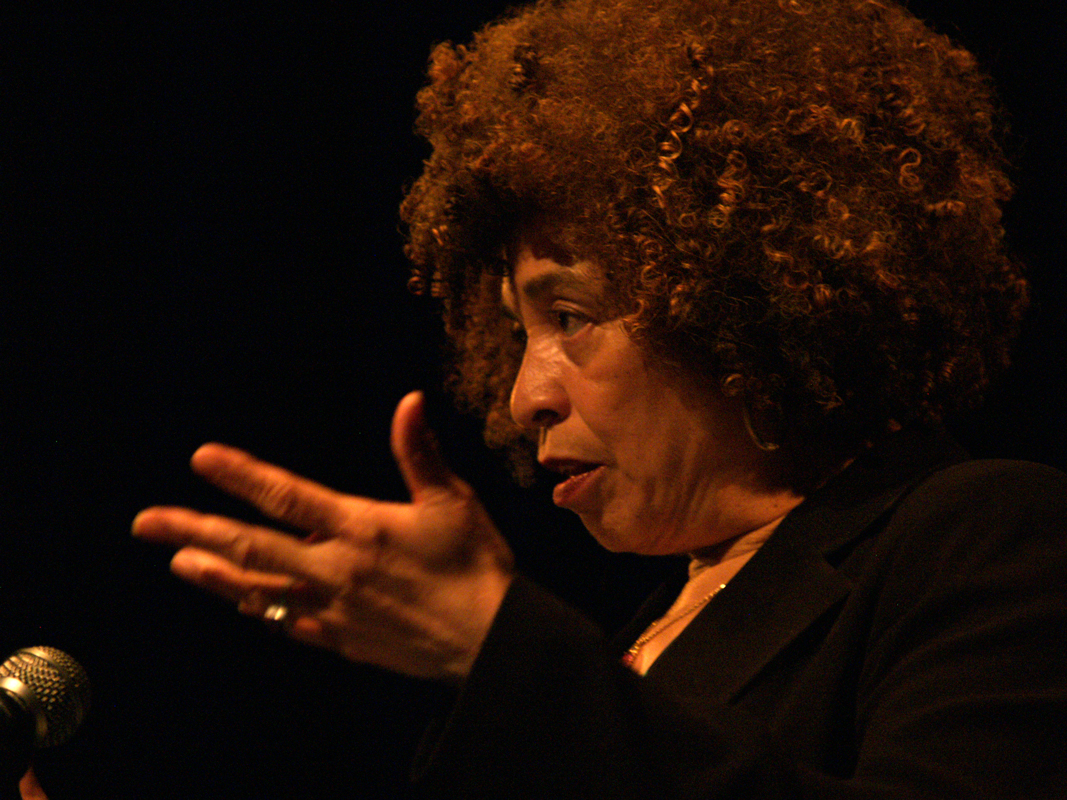
Angela Davis in 2006.

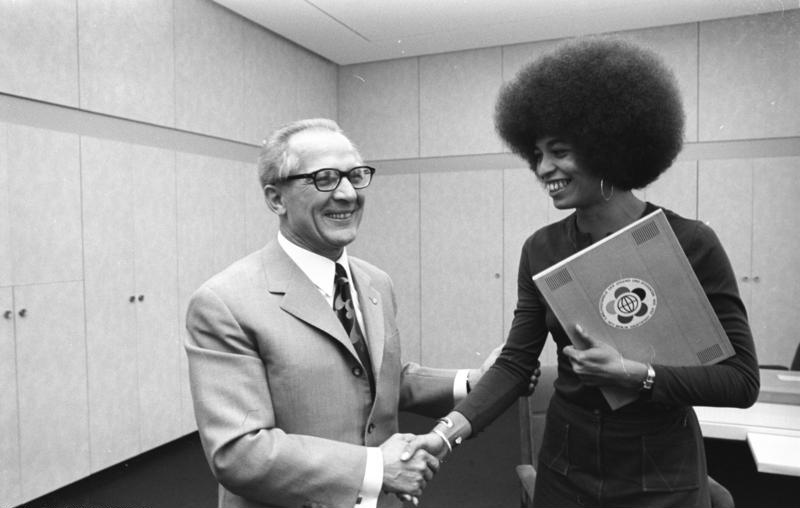
Davis en Erich Honecker in 1972

Angela Yvonne Davis (Birmingham (Alabama), 26 januari 1944) is een Amerikaans feministisch filosoof, schrijver, activist en hoogleraar. Ze doceert sinds 1969 aan universiteiten overal in de Verenigde Staten, Europa, Afrika, de Caraïben en de voormalige Sovjet-Unie. Daarnaast heeft ze een groot aantal artikelen, essays en boeken geschreven en uitgegeven. Ze is met name bekend om haar werk over 'prison abolitionism' en haar marxistische en feministische analyses.

## Persoonlijk
Davis is geboren in Birmingham, de hoofdstad van de zuidelijke staat Alabama. Haar moeder, Sallye Bell Davis, speelde een belangrijke rol binnen het Southern Negro Youth Congress, dat banden had met de Communistische Partij van de Verenigde Staten. Rond de tijd van Davis' geboorte en haar jeugd verkeerden haar ouders in communistische kringen; zij waren goed bevriend met zwarte leden van de Communistische Partij. Haar omgeving heeft Davis sterk beïnvloed: zelf kan ze zich geen tijd herinneren dat ze niet een soort relatie met de partij had.
In de zuidelijke staat waar ze opgroeide, kreeg Davis al snel te maken met segregatie en racisme. Birmingham was eind jaren veertig een van de meest gesegregeerde steden in Amerika. Davis woonde met haar ouders en broers in een middenklasse-wijk die ook wel 'Dynamite Hill' werd genoemd. De wijk kreeg die bijnaam omdat de huizen van Afro-Amerikaanse gezinnen vaak met dynamiet en ontploffingen werden geterroriseerd door de Ku Klux Klan. Birmingham zelf de bijnaam 'Bombingham'. Davis heeft zelf ook discriminatie ondervonden, en kende de meisjes die slachtoffer waren van het kerkbombardement in Birmingham in 1963 door de Ku Klux Klan.
Van 1980 tot 1983 was Davis gehuwd met Hilton Braithwaite.
In 1997 kwam ze uit de kast als lesbienne in het tijdschrift Out.

## Studies
Davis zat op een gesegregeerde zwarte basisschool en ging naar een middle school in Birmingham. Later was ze een leerling aan de progressieve Elisabeth Irwin High School in New York, waar ze naar eigen zeggen geïnteresseerd raakte in marxisme. Ze studeerde met een beurs aan de prestigieuze Brandeis-universiteit in Waltham (Massachusetts). Daar leerde ze de Duitse filosoof Herbert Marcuse kennen en raakte ze sterk onder de indruk van zijn marxistische opvattingen. Met geld waar ze zelf had voor moeten werken ging ze in 1963 met vakantie naar Europa, waar ze onder meer deelnam aan het Wereldfestival voor jeugd en studenten in Helsinki. Bij haar terugkeer in de Verenigde Staten werd ze over haar deelname aan het festival ondervraagd door de FBI, omdat het festival deels gefinancierd werd met communistische middelen. 
Ze besloot af te studeren in Frans.  Ze nam deel aan het 'Frankrijk-programma' van het Hamilton College, dat onder andere plaatsvond in Frankrijk, in Biarritz en aan de Sorbonne in Parijs. Haar belangstelling was onder invloed van Marcuse naar de filosofie verschoven. Ze verdiepte zich in het werk van de filosoof Jean-Paul Sartre en studeerde filosofie aan de universiteit van Frankfurt. Bij haar verblijf in Duitsland raakte ze beïnvloed door de linkse studentenbeweging aldaar en bezocht ze ook Oost-Berlijn, wat haar communistische sympathieën verder aanwakkerde. Daarop studeerde ze bij Marcuse af aan de Universiteit van Californië - San Diego. Vervolgens wilde ze in de DDR promoveren op een onderwerp uit de marxistisch-leninistische filosofie ('de rol van het Duitse idealisme bij de ontwikkeling van het marxisme vanuit esthetisch perspectief'), maar tot een proefschrift is het nooit gekomen.

## Loopbaan
Davis werkte met Marcuse in 1969 en 1970 als docente filosofie aan de Universiteit van Californië - Los Angeles, maar ze werd er ontslagen vanwege haar banden met de Communistische Partij van de Verenigde Staten en haar "opruiende taal". Na een gewonnen rechtszaak werd ze in haar functie aan de universiteit hersteld, maar in 1970 werd haar leeropdracht niet verlengd.
Davis steunde de 'Soledad Brothers', drie Afro-Amerikaanse gevangenen (George Jackson, Fleeta Drumgo en John Clutchette) in de Soledad-gevangenis die waren beschuldigd van het vermoorden van een van de bewakers in die gevangenis. Davis had connecties met een van de drie gevangenen, George Jackson, die betrokken was bij de Black Panther Party, waar Davis een tijd woordvoerster van was. Ze kwam in contact met Jacksons broer Jonathan Jackson. Tijdens een rechtszitting in 1970 ging Jonathan Jackson over tot een gijzelingsactie in een poging de Soledad Brothers vrij te krijgen. Tijdens deze gijzeling werd rechter Harold Haley vermoord. Davis werd beschuldigd van medeplichtigheid aan de moord. Ze heeft daarvoor enige tijd gevangengezeten, maar is uiteindelijk vrijgesproken.
Begin jaren 80 doceerde Davis aan de San Francisco State University. Van 1991 tot 2008 was ze hoogleraar aan de Universiteit van Californië - Santa Cruz en Rutgers University. In Santa Cruz diende ze een tijdlang als directeur van het departement Feminist Studies. Een van haar specialismen is penitentiaire hervorming. Ze kreeg een eredoctoraat van het California Institute of Integral Studies in 2016.
In 1980 en 1984 was ze kandidaat voor het vicepresidentschap van de Verenigde Staten namens de Communistische Partij van de Verenigde Staten, als running mate van Gus Hall. Het duo behaalde 0,05% (1980) en 0,04% (1984) van de stemmen. Behalve bij de communistische partij was Davis betrokken bij de Afro-Amerikaanse burgerrechtenbeweging, bij de Black Panther Party, en bij de protesten tegen de Vietnamoorlog. Davis is een van de ontvangers van de Internationale Lenin-Vredesprijs van 1979, uitgereikt door de Sovjet-Unie. In 1991 verliet Davis de Communistische Partij en richtte ze de Committees of Correspondence for Democracy and Socialism op. Davis is nog altijd actief in communistische en feministische kringen.
In september 2018 werd haar door het Birmingham Civil Rights Institute de Fred L. Shuttlesworth Human Rights Award toegekend, maar in januari 2019 werd bekend dat de prijsuitreiking niet door kon gaan, omdat Davis bij nader inzien toch niet aan alle criteria voldeed. Burgemeester Randall Woodfin van Birmingham (Alabama) toonde zich ontzet over deze beslissing. Volgens hem was de oorzaak van een en ander gelegen in "de proteststemmen die uit de joodse gemeenschap en haar bondgenoten" hadden geklonken. Davis komt al lange tijd op voor de rechten van de Palestijnen en voor de BDS-beweging. Bij het Instituut werd geprotesteerd. Nog in november had de president van het BCRI, Andrea Taylor, gezegd "het geweldig te vinden om de prijs aan zo'n wereldbekende kampioene van de mensenrechten te kunnen uitreiken".

## Feministisch activisme
Davis heeft een groot gedeelte van haar werk gewijd aan vrouwen en feminisme, en dan vooral de onderdrukking van zwarte vrouwen. Ze vond dat de zwarte bevrijdingsbeweging niet voor de rechten van de zwarte vrouw opkwam, maar ook dat de feministische beweging zich niet voor de zwarte vrouw inzette. Om deze reden sloot ze zich aan bij de Communistische Partij. In een interview daarover zei ze het volgende:er waren ook zeer sterke seksistische neigingen in de zwarte beweging. In de Student Non-Violent Coordinating Committee (SNCC) bijvoorbeeld runden wij vrouwen het kantoor, maar toen het tijd werd om de organisatie publiekelijk te vertegenwoordigen op persconferenties en bijeenkomsten, kwamen de mannen tevoorschijn en streken zij de eer op van ons werk. We wisten dat hier iets erg mis was
Samen met Kimberly Crenshaw, die de term intersectionaliteit in 1989 bedacht heeft, werd Davis een van de boegbeelden van zwart feminisme.
Davis schreef in 1981 Women, Race and Class, waarin ze de intersectie tussen de vrouwenbeweging, de zwarte bevrijdingsbeweging en de klassenstrijd behandelt. Het boek is een verzameling van dertien essays, die het ontstaan en de progressie van de Amerikaanse beweging van de bevrijding van vrouwen beschrijven. Slavernij in Amerika wordt ook behandeld. Het is Davis' derde boek en bevat een intersectionele analyse vanuit het marxistisch feminisme over gender, ras en klasse. Binnen het marxistisch feminisme wordt intersectionaliteit doorgaans toegepast om de interactie tussen verschillende aspecten van identiteit als resultaat van een gestructureerde, systematische onderdrukking te bestuderen, in het geval van Davis hoe de aspecten gender, ras en klasse interageren als resultaat van systematische onderdrukking.
Het samenkomen van de factoren gender, ras en klasse in de levens van zwarte vrouwen kenmerkt Davis’ werk. Ze kan beschouwd worden als een van de grondleggers van het zwarte feminisme. Zwart feminisme zou volgens Davis zijn ontstaan als een theoretische en praktische poging om aan te tonen dat ras, geslacht en klasse onafscheidelijk zijn in de sociale werelden waarin we leven. Ten tijde van de beginjaren van het zwarte feminisme werd aan zwarte vrouwen nog vaak gevraagd te kiezen tussen de zwarte beweging en de vrouwenbeweging en dit was volgens Davis verkeerd.
Davis heeft veel kritiek op het (witte) feminisme. Ze stelt dat wanneer er wordt gesproken over feminisme in de Verenigde Staten, men bijna altijd de neiging heeft om aan te nemen dat dit iets is wat door blanke vrouwen is gecreëerd. "Vrouwen als Ida B. Wells, vrouwen als Mary Church Terrell, vrouwen als Anna Julia Cooper, zijn verantwoordelijk voor de feministische aanpak die we tegenwoordig meestal intersectionaliteit noemen." Tijdens een lezing in de Copley Library in 2019 stelde Davis al dat de witte suffragettes, ondanks dat ze inspiratie haalden uit het activisme van de anti-slavernij-beweging, het niet toestonden dat zwarte suffragettes naast hen protesteerden, en toen witte vrouwen stemrecht kregen, stemden ze niet anders dan witte mannen.
Davis verwachtte dat de problemen van racisme, seksisme en klassisme zouden blijven, als deze factoren niet allemaal samengevoegd worden in het bestrijden ervan: zwarte vrouwen vielen buiten beschouwing in de zwarte bevrijdingsbeweging en de feministische bewegingen, en binnen de beweging voor zwarte vrouwen werd er gediscrimineerd op basis van economische klasse.